# Mazzano Romano
Mazzano Romano é uma comuna italiana da região do Lácio, província de Roma, com cerca de 2.521 habitantes. Estende-se por uma área de 28 km², tendo uma densidade populacional de 90 hab/km². Faz fronteira com Calcata (VT), Campagnano di Roma, Castel Sant'Elia (VT), Faleria (VT), Magliano Romano, Nepi (VT).

## Demografia
| Variação demográfica do município entre 1861 e 2011                               |
|                                                                                   |
| Fonte: Istituto Nazionale di Statistica (ISTAT) - Elaboração gráfica da Wikipedia |